# كريستوفر كوين
كريستوفر كوين (بالإنجليزية: Christopher Coyne)‏ هو اقتصادي أمريكي، ولد في 1977.